# Cộng đồng các xã Auxerrois

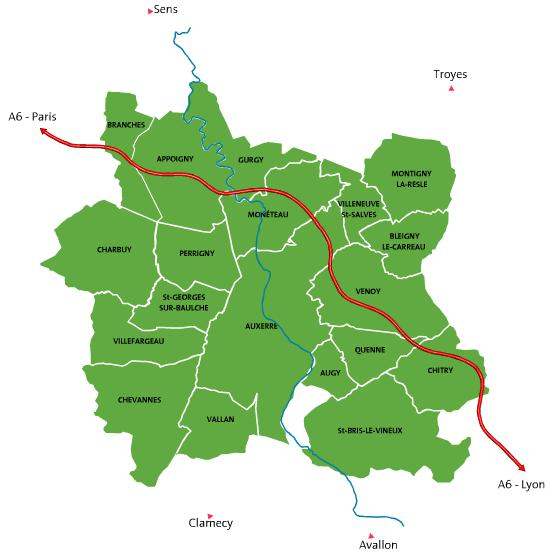
Bản đồ Cộng đồng l'Auxerrois

Cộng đồng Auxerrois là một cộng đồng các xã nằm ở tỉnh Yonne trong vùng Bourgogne.

## Đơn vị hành chính
Cộng đồng này bao gồm 19 xã và có 65.994 dân:
- Appoigny
- Augy
- Auxerre
- Bleigny-le-Carreau
- Branches
- Charbuy
- Chevannes
- Chitry le Fort
- Gurgy
- Monéteau
- Montigny-la-Resle
- Perrigny
- Quenne
- Saint-Bris-le-Vineux
- Saint-Georges-sur-Baulche
- Vallan
- Venoy
- Villefargeau
- Villeneuve-Saint-Salves